# Liste der Kulturdenkmale in Tanna
Die Liste der Kulturdenkmale in Tanna umfasst die als Einzeldenkmale, Bodendenkmale und Denkmalensembles erfassten Kulturdenkmale auf dem Gebiet der Stadt Tanna im thüringischen Saale-Orla-Kreis (Stand: August 2022). Die Angaben in der Liste ersetzen nicht die rechtsverbindliche Auskunft der zuständigen Denkmalschutzbehörde.

## Legende
- Bild: zeigt ein Bild des Kulturdenkmals und gegebenenfalls einen Link zu weiteren Fotos des Kulturdenkmals im Medienarchiv Wikimedia Commons
- Bezeichnung: Name, Bezeichnung oder die Art des Kulturdenkmals
- Lage: Wenn vorhanden Straßenname und Hausnummer des Kulturdenkmals; Grundsortierung der Liste erfolgt nach dieser Adresse. Der Link Karte führt zu verschiedenen Kartendarstellungen und nennt die Koordinaten des Kulturdenkmals.
 Kartenansicht, um Koordinaten zu setzen – in dieser Kartenansicht sind Kulturdenkmale ohne Koordinaten mit einem roten bzw. orangen Marker dargestellt und können in der Karte gesetzt werden. Kulturdenkmale ohne Bild sind mit einem blauen bzw. roten Marker gekennzeichnet, Kulturdenkmale mit Bild mit einem grünen bzw. orangen Marker.
- Datierung: gibt das Jahr der Fertigstellung beziehungsweise das Datum der Erstnennung oder den Zeitraum der Errichtung an
- Beschreibung: bauliche und geschichtliche Einzelheiten des Kulturdenkmals, vorzugsweise die Denkmaleigenschaften
- ID: Die ID identifiziert das Kulturdenkmal eindeutig. In Thüringen sind aktuell keine IDs veröffentlicht. In der ID-Spalte kann sich auch folgendes Icon  befinden, dies führt zu Angaben zu diesem Kulturdenkmal bei Wikidata.

## Kulturdenkmale nach Ortsteilen

### Künsdorf
| Bild                           | Bezeichnung                              | Lage               | Datierung | Beschreibung                                                             | ID |
| ------------------------------ | ---------------------------------------- | ------------------ | --------- | ------------------------------------------------------------------------ | -- |
| Fotos hochladen                | Denkmalensemble „Angerbebauung Künsdorf“ | Ortsstraße (Karte) |           | Ortsstraße 1–12, 16, 17, 22–24, 30–32, 37, 46–50 und Kirche und 2 Teiche |    |
| weitere Bilder Fotos hochladen | Kirche                                   | Künsdorf (Karte)   |           | auch Bestandteil des Denkmalensembles „Angerbebauung Künsdorf“           |    |

### Mielesdorf
| Bild                           | Bezeichnung                     | Lage    | Datierung | Beschreibung | ID |
| ------------------------------ | ------------------------------- | ------- | --------- | ------------ | -- |
| weitere Bilder Fotos hochladen | Kirche mit Ausstattung          | (Karte) |           |              |    |
| BW                             | Mehreckschanze auf dem Grünberg | (Karte) |           | Bodendenkmal |    |

### Rothenacker
| Bild                           | Bezeichnung               | Lage                               | Datierung | Beschreibung | ID |
| ------------------------------ | ------------------------- | ---------------------------------- | --------- | ------------ | -- |
| weitere Bilder Fotos hochladen | Kirche mit Ausstattung    | Willersdorf, Ortsstraße (Karte)    |           |              |    |
| BW                             | Haus des gelehrten Bauern | Rothenacker, Ortsstraße 20 (Karte) |           |              |    |

### Schilbach
| Bild                           | Bezeichnung            | Lage               | Datierung | Beschreibung | ID |
| ------------------------------ | ---------------------- | ------------------ | --------- | ------------ | -- |
| weitere Bilder Fotos hochladen | Kirche mit Ausstattung | Ortsstraße (Karte) |           |              |    |

### Seubtendorf
| Bild                           | Bezeichnung                                                      | Lage               | Datierung | Beschreibung | ID |
| ------------------------------ | ---------------------------------------------------------------- | ------------------ | --------- | ------------ | -- |
| weitere Bilder Fotos hochladen | Kirche mit Ausstattung und Kirchhof mit ausgewählten Grabsteinen | Ortsstraße (Karte) |           |              |    |

### Stelzen
| Bild                           | Bezeichnung            | Lage               | Datierung | Beschreibung | ID |
| ------------------------------ | ---------------------- | ------------------ | --------- | ------------ | -- |
| weitere Bilder Fotos hochladen | Kirche mit Ausstattung | Ortsstraße (Karte) |           |              |    |

### Tanna
| Bild                                    | Bezeichnung                                                                              | Lage                       | Datierung | Beschreibung                                       | ID |
| --------------------------------------- | ---------------------------------------------------------------------------------------- | -------------------------- | --------- | -------------------------------------------------- | -- |
| BW                                      | Denkmalensemble „Bachgasse 5–15“                                                         | Bachgasse 5–15 (Karte)     |           |                                                    |    |
| BW                                      | Denkmalensemble „Bahnhofstraße“                                                          | Bahnhofstraße 1–10 (Karte) |           |                                                    |    |
| Direkt Bild zu diesem Denkmal hochladen | Denkmalensemble „Frankendorfer Straße 43–59“                                             | Frankendorfer Straße 43–59 |           | Reihenbebauung                                     |    |
| Fotos hochladen                         | Denkmalensemble „Marktplatz“                                                             | Markt (Karte)              |           | Brunnenanlage, Rathaus und Häuser 1–12             |    |
| BW                                      | Gefallenendenkmal                                                                        | Bahnhofstraße (Karte)      |           |                                                    |    |
| Direkt Bild zu diesem Denkmal hochladen | ehemaliges Diakonat                                                                      | Frankendorfer Straße 5     |           |                                                    |    |
| weitere Bilder Fotos hochladen          | Evangelisch-lutherische Kirche mit Ausstattung und Friedhof mit ausgewählten Grabsteinen | Kirchgasse (Karte)         |           |                                                    |    |
| BW                                      | Reste der ehemaligen Schule                                                              | Kirchgasse 4 (Karte)       |           | Teilabbruch 2012                                   |    |
| BW                                      | Postamt                                                                                  | Koskauer Straße 12 (Karte) |           |                                                    |    |
| BW                                      | Marktbrunnen                                                                             | Markt (Karte)              |           | auch Bestandteil des Denkmalensembles „Marktplatz“ |    |
| weitere Bilder Fotos hochladen          | Rathaus                                                                                  | Markt 1 (Karte)            |           | auch Bestandteil des Denkmalensembles „Marktplatz“ |    |
| BW                                      | Pfarrhaus Nr. 3 mit Pfarrgut Nr. 5                                                       | Pfarrgäßchen 3/5 (Karte)   |           |                                                    |    |
| BW                                      | Kreuzstein                                                                               | an der Kirche (Karte)      |           | Bodendenkmal                                       |    |

### Unterkoskau
| Bild                           | Bezeichnung            | Lage               | Datierung | Beschreibung | ID |
| ------------------------------ | ---------------------- | ------------------ | --------- | ------------ | -- |
| weitere Bilder Fotos hochladen | Kirche mit Ausstattung | Ortsstraße (Karte) |           |              |    |

### Zollgrün
| Bild                                    | Bezeichnung                        | Lage               | Datierung | Beschreibung                                                  | ID |
| --------------------------------------- | ---------------------------------- | ------------------ | --------- | ------------------------------------------------------------- | -- |
| weitere Bilder Fotos hochladen          | Kirche mit Ausstattung             | Ortsstraße (Karte) |           |                                                               |    |
| Direkt Bild zu diesem Denkmal hochladen | Umgebindehaus (ehemalige Schmiede) | Ortsstraße 24      |           |                                                               |    |
| Direkt Bild zu diesem Denkmal hochladen | ehemalige Gaststätte „Weißes Roß“  | Ortsstraße 40      |           |                                                               |    |
| Direkt Bild zu diesem Denkmal hochladen | Mühle (Grünmühle)                  | Ortsstraße 78      |           | Mühlenanwesen an der Wettera mit landschaftsprägender Gestalt |    |
| BW                                      | Wallanlage „Das Burgstättel“       | (Karte)            |           | Bodendenkmal                                                  |    |